# Heinz Detmers
Heinz Georg Alfred Detmers (ur. 20 kwietnia 1919 w Norden, zm. 8 czerwca 1999 w Weddelbrook) – zbrodniarz hitlerowski, adiutant komendantów obozów koncentracyjnych Dachau i Mittelbau-Dora oraz SS-Hauptsturmführer.
Członek NSDAP (nr legitymacji partyjnej 5545920) i SS (nr identyfikacyjny 309930). Pełnił służbę w Dachau w latach 1940–1942 jako adiutant komendanta obozu Alexa Piorkowskiego. Uczestniczył w egzekucjach, które miały miejsce na terenie obozu. Następnie Detmersa przeniesiono do 1 Brygady Piechoty SS (1942–1943). W grudniu 1943 roku powrócił do służby w obozach koncentracyjnych. Do listopada 1944 Detmers pełnił w Mittelbau-Dora (Nordhausen) funkcję adiutanta komendanta obozu i oficera prawnego. Tu również nadzorował egzekucje, a także zdarzało mu się bić więźniów.
Heinz Detmers został po zakończeniu wojny dwukrotnie osądzony przez amerykański Trybunał Wojskowy w Dachau. Najpierw za zbrodnie popełnione w obozie w Dachau (na ławie oskarżonych zasiadł wraz z komendantem Piorkowskim) skazany został na 15 lat więzienia (karę zredukowano do 5 lat). Następnie w procesie załogi Mittelbau-Dora wymierzono mu 7 lat pozbawienia wolności.